# Nuoto ai XIX Giochi asiatici - 50 metri dorso maschili
La gara dei 50 metri dorso maschili di nuoto ai XIX Giochi asiatici si è svolta il 25 settembre 2023, durante i XIX Giochi asiatici, presso l'Hangzhou Olympic Sports Expo Center.

## Podio
| Pos.    | Atleta        | Nazione  |
| ------- | ------------- | -------- |
| Oro     | Xu Jiayu      | Cina     |
| Argento | Wang Gukailai | Cina     |
| Bronzo  | Ryōsuke Irie  | Giappone |

## Record
Prima della manifestazione il record del mondo (RM), il record asiatico (AS) e il record dei giochi (RC) erano i seguenti.
|  | 24"00 | Kliment Kolesnikov | 4 agosto 2018 Glasgow     |
|  | 24"24 | Junya Koga         | 2 agosto 2009 Roma        |
|  | 24"28 | Junya Koga         | 22 settembre 2014 Incheon |

Durante la competizione non sono stati migliorati record.

## Programma
| Data              | Ora (UTC+8) | Turno    |
| ----------------- | ----------- | -------- |
| 25 settembre 2024 | 10:00       | Batterie |
| 25 settembre 2024 | 19:30       | Finale   |

## Risultati

### Batterie
| Pos. | Batteria | Atleta                      | Nazionalità   | Tempo | Note |
| ---- | -------- | --------------------------- | ------------- | ----- | ---- |
| 1    | 4        | Xu Jiayu                    | Cina          | 24"99 |      |
| 2    | 3        | Wang Gukailai               | Cina          | 25"18 |      |
| 2    | 4        | Takeshi Kawamoto            | Giappone      | 25"18 |      |
| 4    | 2        | Ryōsuke Irie                | Giappone      | 25"35 |      |
| 5    | 2        | Lee Ju-ho                   | Corea del Sud | 25"39 |      |
| 6    | 4        | Srihari Nataraj             | India         | 25"43 |      |
| 7    | 3        | Chuang Mu-lun               | Taipei cinese | 25"57 |      |
| 8    | 2        | Quah Zheng Wen              | Singapore     | 25"71 |      |
| 9    | 3        | I Gede Siman Sudartawa      | Indonesia     | 25"77 |      |
| 10   | 2        | Dimuth Akalanka Peiris      | Sri Lanka     | 26"01 |      |
| 11   | 4        | Tonnam Kanteemool           | Thailandia    | 26"05 |      |
| 12   | 4        | Jerard Dominic Jacinto      | Filippine     | 26"14 |      |
| 13   | 4        | Merdan Ataýew               | Turkmenistan  | 26"21 |      |
| 14   | 2        | Lau Shiu Yue                | Hong Kong     | 26"28 |      |
| 15   | 3        | Homer Abbasi                | Iran          | 26"32 |      |
| 16   | 4        | Farrel Armandio Tangkas     | Indonesia     | 26"38 |      |
| 17   | 3        | Cheuk Yin Ng                | Hong Kong     | 26"46 |      |
| 18   | 2        | Singh Chahal Arvin Shaun    | Malaysia      | 26"56 |      |
| 19   | 3        | Zachary Ian Tan             | Singapore     | 26"68 |      |
| 20   | 4        | Antonie de Lapparent        | Cambogia      | 26"77 |      |
| 20   | 3        | Yazan Bawwab                | Palestina     | 26"77 |      |
| 22   | 3        | Samiul Islam Rafi           | Bangladesh    | 27"20 |      |
| 23   | 2        | Ratthawit Thammananthachote | Thailandia    | 27"37 |      |
| 24   | 2        | Abdalla Elghamry            | Qatar         | 28"06 |      |
| 25   | 1        | Si Chon Chan                | Macao         | 28"93 |      |
| 26   | 1        | Tselmeg Khash-Erdene        | Mongolia      | 29"16 |      |
| 27   | 1        | Ali Imaan                   | Maldive       | 29"60 |      |
| 28   | 1        | Abdulla Alkhaldi            | Qatar         | 29"90 |      |
| 29   | 1        | Mohamed Rihan Shiham        | Maldive       | 30"87 |      |
| 30   | 1        | Umedjon Islomzoda           | Tagikistan    | 30"95 |      |
| 31   | 1        | Zakhar Pilkevich            | Tagikistan    | 30"99 |      |
| 32   | 1        | Amirlangui Ariunsukh        | Mongolia      | 36"42 |      |

### Finale
| Pos. | Atleta           | Nazionalità   | Tempo | Note |
| ---- | ---------------- | ------------- | ----- | ---- |
|      | Xu Jiayu         | Cina          | 24"38 |      |
|      | Wang Gukailai    | Cina          | 24"88 |      |
|      | Ryōsuke Irie     | Giappone      | 25"15 |      |
| 4    | Lee Ju-ho        | Corea del Sud | 25"35 |      |
| 5    | Takeshi Kawamoto | Giappone      | 25"36 |      |
| 6    | Srihari Nataraj  | India         | 25"39 |      |
| 7    | Chuang Mu-lun    | Taipei cinese | 25"57 |      |
| 8    | Zheng Wen Quah   | Singapore     | 25"69 |      |